# Can Calderó Nou
Can Calderó Nou és una masia de Riudellots de la Selva (Selva) inclosa a l'Inventari del Patrimoni Arquitectònic de Catalunya.

## Descripció
És una masia amb un marcat caràcter senyorial de planta quadrada, de 20 per 20 metres, amb una composició perfectament simètrica. Consta de planta baixa i dos pisos amb coberta a dues vessants amb caiguda a la façana i torreta quadrada al capdamunt. La façana principal té un portal central d'arc rebaixat amb la inscripció “Narcís Aulet. Antonia Calderó. 1863”, i dues finestres a banda i banda, dins d'un arc cec de pedra igual al de la porta. Les altres dues plantes tenen tres obertures emmarcades amb pedra cadascuna amb balcó de barana de ferro. Sota d'un del balcons centrals trobem la data de 1868.
A les dues façanes laterals trobem dues grans galeries de dos pisos amb set arcs de mig punt. El primer tram se sustenta sobre uns grans pilars quadrats i el superior, per esbelts pilars octogogonals. Els sostres són de revoltons de rajol i biguetes de ferro. De la barana original de balustres de terracota només en queda un tram, la resta ha estat substituïda per una gelosia moderna. A l'interior l'espai es divideix en tres naus paral·leles amb l'escala de pedra i barana de ferro al final de la central.
Les zones més nobles, la planta baixa i el primer pis, presenten sostres amb volta i alguns amb motllures de guix, i el pis superior cairats de bigues de fusta. La fusteria mostra alguns elements treballats seguint l'estil neogòtic. Al primer pis es conserva en perfecte estat l'antic oratori amb sostre de volta el·líptica sobre petxines de guix. En general no ha sofert remodelacions importants malgrat que actualment l'edifici serveix de restaurant, d'escola de dansa i és l'habitatge de dues famílies.